# Offenbarung 23
Offenbarung 23 ist eine Hörspielserie und eine Roman-(Hörbuch)-Reihe, die verschiedene Verschwörungstheorien fiktional mit Versatzstücken der Realität aufgreift. Die Hörspiele entstanden zwischen 2005 und 2010 in Zusammenarbeit von Lübbe-Audio mit LPL Records, seit 2012 wurden sie von Highscore Music produziert und vertrieben. Ende 2022 erschien mit Folge 100 die bisher letzte Folge der Serie. 
Der Titel ist ein Wortspiel mit Bezug zu einem Text des Neuen Testaments, der „Geheimen Offenbarung“ des Apostels Johannes, in dem in 22 Kapiteln die Apokalypse angekündigt und beschrieben wird.
Im Bastei-Lübbe-Verlag erschienen die Romane in Form von Thrillern, die unter dem Autoren-Pseudonym Jan Gaspard veröffentlicht wurden. Das Hörbuch zum ersten Roman Machiavelli (als gekürzte Lesungen von Till Hagen) erschien im Verlag Lübbe-Audio.

## Inhalt

### Hörspielserie Folge 1–29
Hauptfigur der Hörspielserie ist der Berliner Student und Hacker „Georg Brand“ alias „T-Rex“, der Chiffren um Verschwörungstheorien sucht und entschlüsselt, die angeblich von einem 1998 verstorbenen Hacker hinterlassen wurden, der den Namen des realen Hackers „Tron“ trägt.

### Hörspielserie Folge 30–41
Mit Folge 30 kam es zu einem Bruch: Die bisher fortlaufende Handlung wurde ausgesetzt und sämtliche Protagonisten wurden durch neue Charaktere ersetzt. Für die Konzeption und die Geschichte der einzelnen Episoden ist seitdem Lars Peter Lueg verantwortlich, der bereits die früheren Folgen produzierte. Mit der 41. Folge (Der Kronzeuge) hat die Hörspielreihe im Mai 2010 ihr vorläufiges Ende gefunden.

### Hörspielserie Folge 42–57
Im September 2011 teilte Highscore Music mit, die Rechte an der Serie erworben zu haben und ab 2012 neue Hörspiele zu produzieren. Die neuen Folgen werden vom früheren Autor Jan Gaspard verfasst. In einem Interview gab Gaspard bekannt, dass die Serie mit einem leicht veränderten Georg Brand, sowie weiteren Änderungen bei den Charakteren fortgesetzt wird.
Im März 2012 wurde bekannt, dass die ehemaligen Hauptrollensprecher David Nathan (Georg Brand/T-Rex) und Dietmar Wunder (Kim Schmittke) für die neuen Folgen nicht mehr zur Verfügung stehen. Laut Highscore Music haben die beiden Synchronsprecher keine Zeit, zudem empfinden sie ihre Stimmen als nicht mehr jung genug für die Rolle als Studenten.
Ein Jahr nach der Ankündigung wurden die ersten beiden neuen Folgen im September 2012 veröffentlicht.

### Hörspielserie ab Folge 58
Mit der Hörspielfolge 57 („Der Metatron“) wurde die Rahmenhandlung von Jan Gaspard zu Ende erzählt. Auf eigenen Wunsch schied er danach aus der Serie als Autor aus. Seit Folge 58 („Aids“) stammen die Manuskripte von der Autorin Catherine Fibonacci. Außerdem erscheinen die Hörspiele nun im 2015 von Highscore Music erworbenen Maritim-Verlag und werden wieder von Lübbe Audio und Tonpool vertrieben.
Die ersten neuen Folgen erschienen im Herbst 2015.

### Sonderfolgen zur COVID-19-Pandemie
2020 wurden Sonderfolgen zur COVID-19-Pandemie veröffentlicht. Der Sprecher von „Georg Brand“ alias „T-Rex“ spricht diese weitestgehend alleine und verweist auf Nebendarsteller, wie z. B. Mails von Nolo.

### Roman und Hörbuch
In der begleitenden Roman-/Hörbuchserie übernimmt der dem Rapper Tupac nachgezeichnete Protagonist „Parish“ diese Funktion – in der Erzählebene den Hörspielen gegenüber allerdings zeitlich versetzt. Bindeglied zwischen den beiden Erzählebenen der Serie/der Reihe bildet die ebenfalls in den Geschichten agierende fiktive Person des Autors Jan Gaspard (auch „Ian G.“), der als Anhänger eines Mysterien-Kultes (Mithras) als Initiator der Weltzeitalter auftritt.

## Geschichte

### Kontroverse Verwendung des Namens „Tron“
In der Hörspielserie wird der Name des verstorbenen Hackers Tron verwendet, obwohl der Inhalt der Serie kaum Bezug zum tatsächlichen Leben und Werk von Tron besitzt. Dies führte zu heftigen Protesten seitens Trons Eltern wie auch namhafter Vertreter der Hacker-Szene. Andy Müller-Maguhn gab später in einem Interview an, dass diese unerwünschte Verwendung Auslöser für das Vorgehen gegen die Namensnennung in Wikipedia gewesen sei, da der Autor Gaspard sich mit der Nennung in Wikipedia gerechtfertigt habe. Die Eltern hatten in ihrer juristischen Auseinandersetzung mit der Wikipedia keinen Erfolg. In der Hörspielserie wird der volle Name ab Folge 56 zwar genannt, ein Rechtsstreit blieb dennoch aus. Gegen den ersten Roman, in dem der volle Name in den ersten Auflagen stand, wurde ebenfalls nicht vorgegangen.

### Autorenwechsel
Im Oktober 2008 trennten sich das Produktionsteam LPL-Records und der bisherige Autor Jan Gaspard. Genauere Gründe, weshalb dies geschehen ist, wurden nicht bekannt gegeben. Danach wurde die Serie mit einem neuen Autorenteam und einem neuen Handlungsbogen weitergeführt. Die Besetzung der Sprecher änderte sich jedoch nicht. Im September 2012 erschien die elfte Staffel, bei der wieder Jan Gaspard als Autor diente.
Mit Folge 58 schied Gaspard auf eigenen Wunsch als Autor aus der Serie aus. Seitdem werden die Hörspiele von der Autorin Catherine Fibonacci geschrieben.

## Publikation

### Übersicht Romane
- Jan Gaspard: Offenbarung 23 – Die Wahrheit ist unsterblich, erschienen Dezember 2005, Verlagsgruppe Lübbe, Bergisch Gladbach 2005; ISBN 3-404-15481-9. Neuauflage als E-Book im März 2012 mit geändertem Cover und unter dem Titel Machiavelli – das erste Buch der Offenbarung 23.
- Jan Gaspard: Offenbarung 23 – Die Wahrheit ist nicht genug, erschienen Dezember 2006, Verlagsgruppe Lübbe, Bergisch Gladbach 2007; ISBN 3-404-15613-7. Neuauflage als E-Book im März 2012 mit geändertem Cover und unter dem Titel Wilde Katzen – das zweite Buch der Offenbarung 23.

### Übersicht Hörspiele
| Nr. | Titel                                  | Erscheinung    | ISBN                   | Verschwörungstheorie                                        | Autor                        |
| --- | -------------------------------------- | -------------- | ---------------------- | ----------------------------------------------------------- | ---------------------------- |
| 1   | Wer erschoss Tupac                     | November 2005  | ISBN 978-3-7857-3099-7 | Mord an Tupac Shakur                                        | Jan Gaspard                  |
| 2   | Tupacs Geheimnis                       | November 2005  | ISBN 978-3-7857-3100-0 | Lebt Tron?                                                  | Jan Gaspard                  |
| 3   | Die Titanic darf nie ankommen          | November 2005  | ISBN 978-3-7857-3101-7 | Versicherungsbetrug mit der Titanic                         | Jan Gaspard                  |
| 4   | Die Krebs-Macher                       | November 2005  | ISBN 978-3-7857-3102-4 | Krebserregende polycyclische aromatische Kohlenwasserstoffe | Jan Gaspard                  |
| 5   | Das Handy-Komplott                     | Mai 2006       | ISBN 978-3-7857-3142-0 | Hypnose durch elektromagnetische Strahlen in Handys         | Jan Gaspard                  |
| 6   | Der Fußball-Gott                       | Mai 2006       | ISBN 978-3-7857-3143-7 | Medien                                                      | Jan Gaspard                  |
| 7   | Stonehenge                             | Mai 2006       | ISBN 978-3-7857-3144-4 | Druiden von Stonehenge                                      | Jan Gaspard                  |
| 8   | Macht!                                 | Mai 2006       | ISBN 978-3-7857-3145-1 | Mord an John F. Kennedy                                     | Jan Gaspard                  |
| 9   | Gier!                                  | Oktober 2006   | ISBN 978-3-7857-3216-8 | Dotcom-Blase                                                | Jan Gaspard                  |
| 10  | Die traurige Prinzessin                | Oktober 2006   | ISBN 978-3-7857-3217-5 | Tod von Prinzessin Diana                                    | Jan Gaspard                  |
| 11  | Die Hindenburg                         | November 2006  | ISBN 978-3-7857-3218-2 | Die Hindenburg-Katastrophe                                  | Jan Gaspard                  |
| 12  | Der Piratenschatz                      | November 2006  | ISBN 978-3-7857-3219-9 | Klaus Störtebeker                                           | Jan Gaspard                  |
| 13  | Das Wissen der Menschheit              | April 2007     | ISBN 978-3-7857-3297-7 | Roslin Castle                                               | Jan Gaspard                  |
| 14  | Das Bernsteinzimmer                    | April 2007     | ISBN 978-3-7857-3298-4 | Bernsteinzimmer                                             | Jan Gaspard                  |
| 15  | Durst!                                 | Juni 2007      | ISBN 978-3-7857-3299-1 | Anämie und Mineralwasser                                    | Jan Gaspard                  |
| 16  | Krauts & Rüben                         | Juni 2007      | ISBN 978-3-7857-3300-4 | Atlantik-Brücke                                             | Jan Gaspard                  |
| 17  | Die Waterkant-Affäre                   | September 2007 | ISBN 978-3-7857-3418-6 | Barschel-Affäre                                             | Jan Gaspard                  |
| 18  | Menschenopfer                          | September 2007 | ISBN 978-3-7857-3419-3 | Kaspar Hauser                                               | Jan Gaspard                  |
| 19  | Angst!                                 | Dezember 2007  | ISBN 978-3-7857-3420-9 | Elektronische Gesundheitskarte                              | Jan Gaspard                  |
| 20  | Die Pyramiden-Saga                     | Dezember 2007  | ISBN 978-3-7857-3421-6 | Ägyptische Geschichte/Herkunft von Religionen               | Jan Gaspard                  |
| 21  | Jack The Ripper                        | März 2008      | ISBN 978-3-7857-3523-7 | Jack the Ripper                                             | Jan Gaspard                  |
| 22  | Der Fluch des Tutanchamun              | Mai 2008       | ISBN 978-3-7857-3536-7 | Tutanchamun                                                 | Jan Gaspard                  |
| 23  | Der Jungbrunnen                        | Mai 2008       | ISBN 978-3-7857-3537-4 | Rattenfänger von Hameln                                     | Jan Gaspard                  |
| 24  | Ausgespäht und ausgetrickst            | Juli 2008      | ISBN 978-3-7857-3567-1 | KI-Überwachung                                              | Jan Gaspard                  |
| 25  | Sex and Crime                          | Juli 2008      | ISBN 978-3-7857-3568-8 | Rosemarie Nitribitt                                         | Jan Gaspard                  |
| 26  | Wer hat Angst vor Norma Jeane?         | Oktober 2008   | ISBN 978-3-7857-3684-5 | Marilyn Monroe                                              | Jan Gaspard                  |
| 27  | Der Mann im Mond                       | Oktober 2008   | ISBN 978-3-7857-3685-2 | Mondlandung der Apollo 11                                   | Jan Gaspard                  |
| 28  | Der Untergang der MS Estonia           | November 2008  | ISBN 978-3-7857-3703-3 | Estonia                                                     | Jan Gaspard                  |
| 29  | 9–11                                   | November 2008  | ISBN 978-3-7857-3704-0 | Anschlag auf das WTC am 11. September 2001                  | Jan Gaspard                  |
| 30  | Lazarus                                | April 2009     | ISBN 978-3-7857-3808-5 | Gehirnwäsche                                                | Lars Peter Lueg              |
| 31  | Im Netz der Lügen                      | April 2009     | ISBN 978-3-7857-3809-2 | Überwachungsstaat                                           | Lars Peter Lueg              |
| 32  | Sehnsucht                              | Mai 2009       | ISBN 978-3-7857-3844-3 | Stasi                                                       | Lars Peter Lueg              |
| 33  | Der Schatz der Loge                    | Mai 2009       | ISBN 978-3-7857-3846-7 | Luise von Mecklenburg-Strelitz                              | Lars Peter Lueg              |
| 34  | Gesundes Toxin                         | September 2009 | ISBN 978-3-7857-4201-3 | Impfungen                                                   | Lars Peter Lueg              |
| 35  | Im Namen des Volkes                    | September 2009 | ISBN 978-3-7857-4202-0 | Abnehmende Wahlbeteiligung und Internetwahl                 | Lars Peter Lueg              |
| 36  | Liebesgrüße nach Moskau                | November 2009  | ISBN 978-3-7857-4203-7 | Macht der Energiekonzerne                                   | Lars Peter Lueg              |
| 37  | Hexensabbat                            | November 2009  | ISBN 978-3-7857-4204-4 | Astrologie und Horoskope                                    | Lars Peter Lueg              |
| 38  | 60 Minuten – Die Echtzeitfolge         | April 2010     | ISBN 978-3-7857-4313-3 | Virenanschlag                                               | Lars Peter Lueg              |
| 39  | Insomnia                               | April 2010     | ISBN 978-3-7857-4314-0 | Strahlung und Schlaflosigkeit                               | Lars Peter Lueg              |
| 40  | Der Preis der Freiheit                 | Mai 2010       | ISBN 978-3-7857-4315-7 | Privatisierungen                                            | Lars Peter Lueg              |
| 41  | Der Kronzeuge                          | Mai 2010       | ISBN 978-3-7857-4316-4 | Geheimbünde                                                 | Lars Peter Lueg              |
| 42  | Die Illuminaten                        | September 2012 | ISBN 978-3-943166-11-8 | Illuminatenorden                                            | Jan Gaspard                  |
| 43  | Totale Vernichtung                     | September 2012 | ISBN 978-3-943166-12-5 | Brand im Mont-Blanc-Tunnel                                  | Jan Gaspard                  |
| 44  | Die Zahl des Tieres                    | November 2012  | ISBN 978-3-943166-14-9 | Kriminalfall Dutroux                                        | Jan Gaspard                  |
| 45  | Rheingold                              | Februar 2013   | ISBN 978-3-943166-17-0 | Nibelungensage                                              | Jan Gaspard                  |
| 46  | Lizenz zum Gelddrucken                 | Juni 2013      | ISBN 978-3-943166-23-1 | Finanzkrise ab 2007                                         | Jan Gaspard                  |
| 47  | Rüde Gebrüder                          | Oktober 2013   | ISBN 978-3-943166-25-5 | Mord an Olof Palme                                          | Jan Gaspard                  |
| 48  | Das brisanteste Paket der Welt         | Dezember 2013  | ISBN 978-3-943166-27-9 | Flugzeugkollision von Überlingen                            | Jan Gaspard                  |
| 49  | Sündenfall                             | Februar 2014   | ISBN 978-3-943166-32-3 | Sündenfall                                                  | Jan Gaspard                  |
| 50  | Im Zeichen der Mistel                  | April 2014     | ISBN 978-3-943166-50-7 | Unfruchtbarkeit                                             | Jan Gaspard                  |
| 51  | The Mad Scientists                     | Juni 2014      | ISBN 978-3-943166-51-4 | Nikola Tesla                                                | Jan Gaspard                  |
| 52  | Area 51                                | August 2014    | ISBN 978-3-943166-52-1 | Area 51                                                     | Jan Gaspard                  |
| 53  | Die Klima-Maschine                     | Oktober 2014   | ISBN 978-3-943166-53-8 | Klima (HAARP)                                               | Jan Gaspard                  |
| 54  | Mozart, oder: Mitternacht in Wien      | Dezember 2014  | ISBN 978-3-943166-62-0 | Giftmischer                                                 | Jan Gaspard                  |
| 55  | Heiliger Gral 2.0                      | März 2015      | ISBN 978-3-943166-66-8 | Trons Vermächtnis                                           | Jan Gaspard                  |
| 56  | Die Matrix                             | Mai 2015       | ISBN 978-3-943166-80-4 | Matrix                                                      | Jan Gaspard                  |
| 57  | Der Metatron                           | Juli 2015      | ISBN 978-3-943166-81-1 | Metatron                                                    | Jan Gaspard                  |
| 58  | AIDS                                   | September 2015 | ISBN 978-3-7857-5259-3 | AIDS                                                        | Catherine Fibonacci          |
| 59  | Schwarzes Gold                         | Oktober 2015   | ISBN 978-3-7857-5260-9 | Schwarzes Gold                                              | Catherine Fibonacci          |
| 60  | Tschernobyl                            | November 2015  | ISBN 978-3-7857-5261-6 | Nuklearkatastrophe von Tschernobyl                          | Catherine Fibonacci          |
| 61  | Ludwig II.                             | Dezember 2015  | ISBN 978-3-7857-5262-3 | Guglmänner und der Tod König Ludwigs II. von Bayern         | Catherine Fibonacci          |
| 62  | Phantomzeit                            | März 2016      | ISBN 978-3-7857-5271-5 | Erfundenes Mittelalter                                      | Catherine Fibonacci          |
| 63  | Die fetten Jahre …                     | April 2016     | ISBN 978-3-7857-5272-2 | Ernährung, Übergewicht                                      | Catherine Fibonacci          |
| 64  | Der Schwarze Tod                       | Mai 2016       | ISBN 978-3-7857-5273-9 | Schwarzer Tod, Pest, Ebolavirus                             | Catherine Fibonacci          |
| 65  | Reichtum                               | Mai 2016       | ISBN 978-3-7857-5274-6 | Bilderberg-Konferenz                                        | Catherine Fibonacci          |
| 66  | Kornkreise                             | Juli 2016      | ISBN 978-3-7857-5358-3 | Kornkreise                                                  | Catherine Fibonacci          |
| 67  | Auf der Suche nach Atlantis            | September 2016 | ISBN 978-3-7857-5359-0 | Atlantis                                                    | Catherine Fibonacci          |
| 68  | Der Nostradamus-Code                   | Oktober 2016   | ISBN 978-3-7857-5360-6 | Nostradamus                                                 | Catherine Fibonacci          |
| 69  | Diesel                                 | November 2016  | ISBN 978-3-7857-5361-3 | Rudolf Diesel                                               | Catherine Fibonacci          |
| 70  | Psycho                                 | Dezember 2016  | ISBN 978-3-7857-5362-0 | Zwangspsychiatrie und Bewusstseinskontrolle                 | Catherine Fibonacci          |
| 71  | Chemtrails                             | Februar 2017   | ISBN 978-3-7857-5459-7 | Chemtrails                                                  | Catherine Fibonacci          |
| 72  | Klimawandel                            | April 2017     | ISBN 978-3-7857-5460-3 | Klimawandelleugnung                                         | Catherine Fibonacci          |
| 73  | RAF                                    | Juni 2017      | ISBN 978-3-7857-5461-0 | Mord an Alfred Herrhausen                                   | Catherine Fibonacci          |
| 74  | Club of 27                             | August 2017    | ISBN 978-3-7857-5462-7 | Klub 27                                                     | Catherine Fibonacci          |
| 75  | Shakespeare                            | Oktober 2017   | ISBN 978-3-7857-5463-4 | William-Shakespeare-Urheberschaft                           | Catherine Fibonacci          |
| 76  | Napoleon Bonaparte                     | Dezember 2017  | ISBN 978-3-7857-5569-3 | Napoleon Bonaparte                                          | Catherine Fibonacci          |
| 77  | Zucker – weißes Gold                   | Februar 2018   | ISBN 978-3-7857-5570-9 | Zucker                                                      | Catherine Fibonacci          |
| 78  | Die Kriegsmaschinerie                  | April 2018     | ISBN 978-3-7857-5654-6 | Krieg                                                       | Catherine Fibonacci          |
| 79  | Aluminium                              | Juni 2018      | ISBN 978-3-7857-5664-5 | Aluminium                                                   | Catherine Fibonacci          |
| 80  | Wissen ist Macht                       | Oktober 2018   | ISBN 978-3-7857-5704-8 | Bildung deutscher Jugendlicher                              | Markus Topf                  |
| 81  | Göttliches Marketing                   | Dezember 2018  | ISBN 978-3-7857-5705-5 | Vatikan                                                     | Markus Topf                  |
| 82  | Superbanken                            | Februar 2019   | ISBN 978-3-7857-5707-9 | Bankwesen                                                   | Paul Burghardt               |
| 83  | UFO                                    | April 2019     | ISBN 978-3-7857-5708-6 | Außerirdisches Leben                                        | Paul Burghardt               |
| 84  | Konsum                                 | Juni 2019      | ISBN 978-3-7857-5924-0 | Einfluss von Großkonzernen                                  | Paul Burghardt               |
| 85  | American Dream                         | Oktober 2019   | ISBN 978-3-7857-5988-2 | Der amerikanische Traum                                     | Markus Duschek               |
| 86  | Demokratie                             | Dezember 2019  | ISBN 978-3-7857-5989-9 | Herrschaftsformen                                           | Paul Burghardt               |
| 87  | Solidarität                            | Februar 2020   | ISBN 978-3-7857-5990-5 | Polen                                                       | Markus Duschek               |
| *   | Sonderfolge: Coronavirus/COVID-19      | April 2020     |                        | COVID-19-Pandemie                                           | Paul Burghardt               |
| 88  | Zeit ist Geld                          | Juni 2020      | ISBN 978-3-7857-8188-3 | Mysterium der Zeit                                          | Markus Duschek               |
| 89  | DNA                                    | August 2020    | ISBN 978-3-7857-8189-0 | Genetik                                                     | Catherine Fibonacci          |
| 90  | Liebe                                  | Dezember 2020  | ISBN 978-3-7857-8197-5 | Psyche                                                      | Paul Burghardt               |
| *   | Sonderfolge: Interview mit Jan Gaspard | Januar 2021    |                        | Interview mit dem Schöpfer der Serie                        | Jan Gaspard, Sebastian Pobot |
| 91  | dreIundzwANziG                         | Februar 2021   | ISBN 978-3-7857-8281-1 | Deutsche Hacker und Chaos Computer Club                     | Jan Gaspard                  |
| 92  | Starkstrom                             | April 2021     | ISBN 978-3-7857-8325-2 | Kernkraft                                                   | Jan Gaspard                  |
| 93  | Angela                                 | Juni 2021      | ISBN 978-3-7857-8326-9 | Politik Deutschlands unter Angela Merkel                    | Jan Gaspard                  |
| 94  | Cholesterin                            | August 2021    | ISBN 978-3-7857-8327-6 | Cholesterin                                                 | Paul Burghardt               |
| 95  | Sturmwarnung                           | Februar 2022   | ISBN 978-3-7857-8398-6 | Hurrikane                                                   | Markus Duschek               |
| 96  | Feuersbrunst                           | April 2022     | ISBN 978-3-7857-8399-3 | Naturkatastrophen                                           | Markus Duschek               |
| 97  | Drogen                                 | Juni 2022      | ISBN 978-3-7857-8423-5 | Drogen                                                      | Markus Duschek               |
| 98  | Populismus                             | August 2022    | ISBN 978-3-7857-8424-2 | Populismus                                                  | Markus Duschek               |
| 99  | Big Data                               | Oktober 2022   | ISBN 978-3-7857-8460-0 | Big Data, Überwachungskapitalismus                          | Markus Duschek               |
| 100 | Die letzte Offenbarung                 | Dezember 2022  | ISBN 978-3-7857-8461-7 | Verschwörungstheorien                                       | Markus Duschek               |

### Wichtige Rollen und deren Sprecher
| Rolle bis Folge 29, ab Folge 42 | Rolle Folge 30–41     | Sprecher bis Folge 41  | Sprecher ab Folge 42                                   |
| ------------------------------- | --------------------- | ---------------------- | ------------------------------------------------------ |
| Sprecher Intro                  |                       | Friedrich Schoenfelder | Folge 42–58 Helmut Krauss Ab Folge 59 Alexander Turrek |
| Erzähler/Nat Mickler            | Erzähler              | Helmut Krauss          | Helmut Krauss                                          |
| Tron/Boris F.                   |                       | Benjamin Völz          | Jaron Löwenberg                                        |
| Tupac Amaru Shakur              |                       | Torsten Michaelis      | Xavier Naidoo                                          |
| Georg Brand alias T-Rex         | Tom Baumann           | David Nathan           | Alexander Turrek                                       |
| Kim Schmittke                   | Florian Bogner        | Dietmar Wunder         | Peter Flechtner                                        |
| Tatjana Junk alias Nolo         | Pia van Boysen        | Marie Bierstedt        | Marie Bierstedt                                        |
| Ian G.                          | Wolfgang Heinemann    | Till Hagen             | Till Hagen                                             |
| Margo                           | Nadja Uljanow         | Arianne Borbach        | Arianne Borbach                                        |
| Saint Clair                     | Klaus Fischer         | Lutz Mackensy          | Lutz Mackensy                                          |
| Kai Sickmann                    | Jürgen Schubert       | Detlef Bierstedt       | Detlef Bierstedt                                       |
| Wim Banner                      | Graf Eberhard         | Lutz Riedel            | Lutz Riedel                                            |
| Miles Davison                   | Hendrik van Boysen    | Michael Pan            | Michael Pan                                            |
| G. A. Solnzekov                 | Dirk Falken           | Björn Schalla          |                                                        |
|                                 | Schwester Augusta     | Regina Lemnitz         |                                                        |
|                                 | Stimme des Schicksals | Franziska Pigulla      |                                                        |
| Nachrichtensprecher/in          |                       | Dagmar Berghoff        | Jens Riewa                                             |

### Weitere Veröffentlichungen
- Machiavelli – die andere Seite der Wahrheit (4 CDs): gekürztes Hörbuch des ersten Romans Offenbarung 23 – Die Wahrheit ist unsterblich gelesen von Till Hagen. Erschien März 2006 bei der Verlagsgruppe Lübbe, ISBN 978-3-7857-3136-9.
- MindNapping – Beyond the Chinese Theatre (CD): Prequel zur Hörspielserie. Erschien April 2013 als 13. Folge in der Psychothriller-Hörspiel-Reihe MindNapping im Label Audionarchie, ISBN 978-3-943166-20-0.
- Die ganze Wahrheit über den Weihnachtsmann (mp3): Knapp 9-minütige Weihnachtsgeschichte. Erschien am 6. Dezember 2013 (Nikolaus) nur als MP3-Download.
- Sonderfolge: Coronavirus / Covid 19 (mp3): 74 Minuten. Erschienen am 10. April 2020 nur als MP3-Download
- Sonderfolge: Interview mit Jan Gaspard (mp3) 69 Minuten. Erschienen am 15. Januar 2021 nur als Mp3-Download